# 塔巴津比

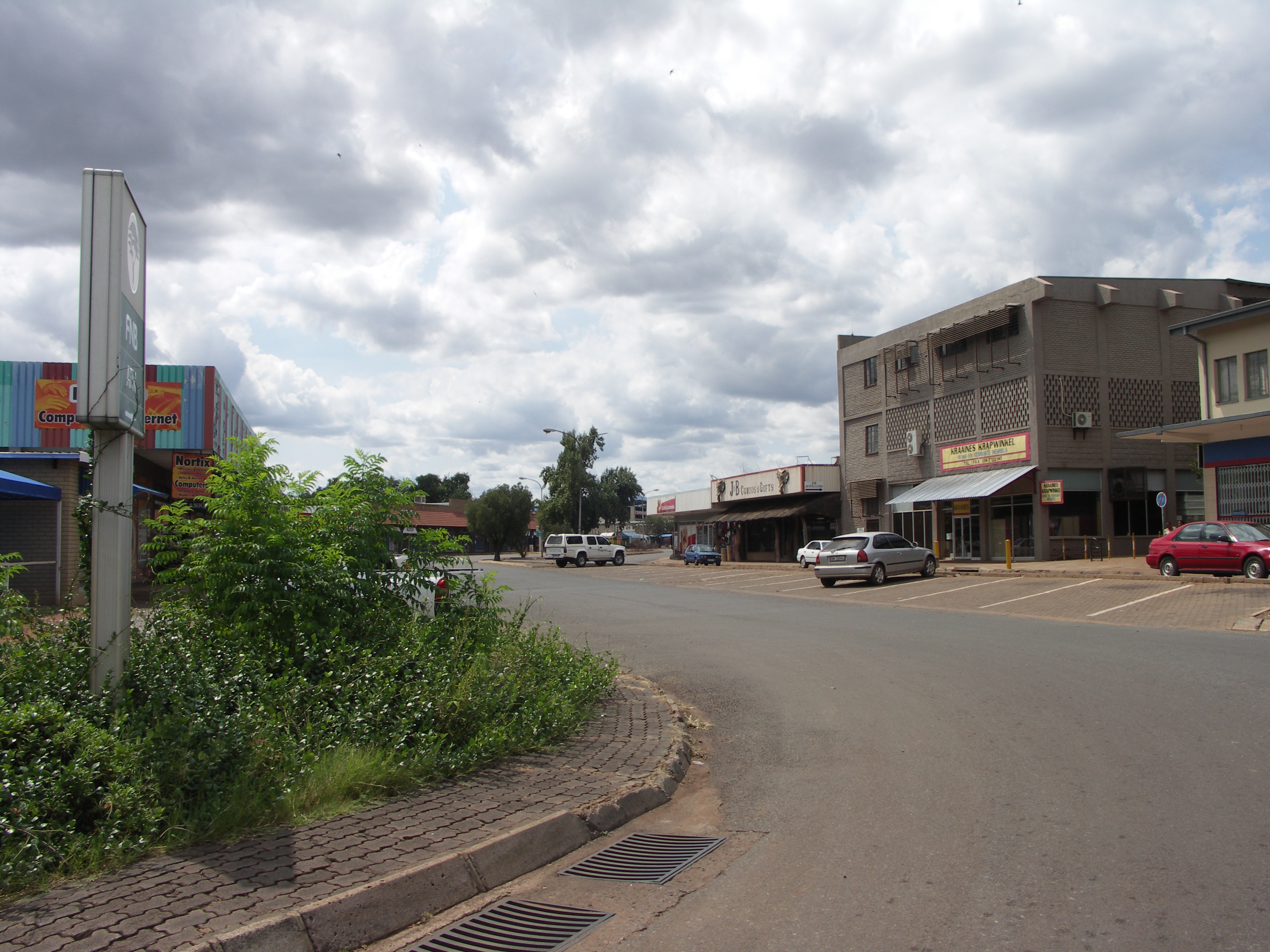
塔巴津比

塔巴津比（Thabazimbi）是南非的城鎮，位於該國東北部，由林波波省負責管轄，面積10.76平方公里，主要經濟活動是鐵礦業，2001年人口4,423，人口密度每平方公里410人。

## 外部連結
- Thabazimbi Online Portal
- Local Newspaper: Die Kwêvoël  （页面存档备份，存于）
- Sanparks Site: Marakele Park （页面存档备份，存于）
- Kumba Resources